# Maria Schrader
Maria Schrader (Hannover, 27 settembre 1965) è un'attrice e regista tedesca.

## Biografia
Maria Schrader è nata a Hannover e ha studiato recitazione presso il Max Reinhardt Seminar di Vienna. È particolarmente nota per aver interpretato un ruolo nel film Aimée & Jaguar, così come nel film Liebesleben che ha anche scritto e diretto. Altri film da lei scritti sono RobbyKallePaul, I Was on Mars, di cui ha scritto la sceneggiatura insieme a Dani Levy, Stille Nacht e Meschugge. Maria Schrader ha fatto parte della giuria al Festival internazionale del cinema di Berlino nel 2000. Ha vinto diversi premi, tra cui nel 1992 il Max-Ophüls-Preis, e nel 1994 e nel 1998 due Bayerischer Filmpreis come miglior attrice. Nel 2022 ha diretto il film Anche io, incentrato su Harvey Weinstein.

## Il Personaggio di Silva
Camille Nevers su Cahiers du cinéma dedica due pagine alla Silva interpretata da Maria Schrader nel film I Was on Mars di Dany Levy. Silva sbarca a New York come un capello nella minestra, senza conoscere la lingua e con pochi dollari in tasca che peraltro le saranno rubati. Il personaggio della ragazza amata dal regista, scrive ancora la critica, farà si che il suo apparente straneamento sarà controcampo ai personaggi dei viaggi organizzati, perché i suoi movimenti non sono quelli del turista, ma quelli della ballata.

## Filmografia

### Attrice

#### Cinema
- Goldjunge, regia di Sven Severin (1988)
- RobbyKallePaul, regia di Dani Levy (1989)
- I Was on Mars, regia di Dani Levy (1991)
- Je m'appelle Victor, regia di Guy Jacques (1993)
- Keiner liebt mich, regia di Doris Dörrie (1994)
- Burning Life, regia di Peter Welz (1994)
- Einer meiner ältesten Freunde, regia di Rainer Kaufmann (1994)
- Halbe Welt, regia di Florian Flicker (1995)
- Flirt (New York-Berlino-Tokyo) (Flirt), regia di Hal Hartley (1995)
- Stille Nacht, regia di Dani Levy (1996)
- Der Unfisch, regia di Robert Dornhelm (1997)
- ¿Bin ich schön?, regia di Doris Dörrie (1998)
- Meschugge, regia di Dani Levy e Maria Schrader (1998)
- Die Hochzeitskuh, regia di Tomi Streiff (1999)
- Aimée & Jaguar, regia di Max Färberböck (1999)
- Josephine, regia di Rajko Grlic (2000)
- Emil und die Detektive, regia di Franziska Buch (2001)
- Solo per il successo (Viktor Vogel - Commercial Man), regia di Lars Kraume (2001)
- Väter, regia di Dani Levy (2002)
- Rosenstrasse, regia di Margarethe von Trotta (2003)
- Schneeland, regia di Hans W. Geißendörfer (2005)
- A Life in Suitcases, regia di Peter Greenaway (2005)
- La banda dei coccodrilli (Vorstadtkrokodile), regia di Christian Ditter (2009)
- La banda dei coccodrilli indaga (Vorstadtkrokodile 2), regia di Christian Ditter (2010)
- La banda dei coccodrilli - Tutti per uno (Vorstadtkrokodile 3), regia di Wolfgang Groos (2011)
- In Darkness (W ciemnosci), regia di Agnieszka Holland (2011)
- Schwestern, regia di Anne Wild (2013)
- Vergiss mein Ich, regia di Jan Schomburg (2014)
- Hanni & Nanni: Mehr als beste Freunde, regia di Isabell Suba (2017)

### Televisione
- Deutschland 83 – miniserie TV, 8 puntate (2015)
- Deutschland 86 – miniserie TV, 10 puntate (2018)
- Fortitude – serie TV, 4 episodi (2018)
- The City And The City - serie TV, 4 episodi (2018)
- Deutschland 89 – miniserie TV, 8 puntate (2020)

### Regista
- Liebesleben (2007)
- Stefan Zweig: Farewell to Europe (2016)
- Unorthodox – miniserie TV, 4 puntate (2020)
- I'm Your Man (Ich bin dein Mensch) (2021)
- Anche io (She Said) (2022)

## Riconoscimenti
- Festival internazionale del cinema di Berlino
1999 – Orso d'argento per la migliore attrice per Aimée & Jaguar (ex aequo con Juliane Köhler)
1999 – Shooting Stars Award
- European Film Awards
2017 – Premio del pubblico al miglior film europeo per Stefan Zweig: Farewell to Europe
- Bayerischer Filmpreis
1995 – Migliore attrice per Nobody Loves Me e Burning Life
1999 – Migliore attrice per Aimée & Jaguar
2017 – Miglior regista per Stefan Zweig: Farewell to Europe
- Locarno Festival
2016 – Candidatura al Variety Piazza Grande Award per Stefan Zweig: Farewell to Europe
- Deutscher Filmpreis
1995 – Miglior attrice protagonista per Nobody Loves Me, Burning Life e Einer meiner ältesten Freunde
1996 – Candidatura per la miglior attrice protagonista per Stille Nacht
1999 – Miglior attrice protagonista per Aimée & Jaguar (ex aequo con Juliane Köhler) e Meschugge
2016 – Candidatura per il miglior regista per Stefan Zweig: Farewell to Europe
- Max Ophüls Festival
1992 – Miglior attrice esordiente per I Was on Mars
- Mystfest
1995 – Miglior attrice per Burning Life
- Festival della televisione di Monte Carlo
2016 – Candidatura alla Ninfa d'oro per la migliore attrice in una serie drammatica per Deutschland 83
- Preis der deutschen Filmkritik
2017 – Candidatura per il miglior film per Stefan Zweig: Farewell to Europe
2017 – Candidatura per la migliore sceneggiatura per Stefan Zweig: Farewell to Europe (condivisa con Jan Schomburg)
- RTL Golden Lion Awards
1996 – Candidatura per la miglior attrice in un film per la televisione per Risiko Null – Der Tod steht auf dem Speiseplan
1997 – Candidatura per la miglior attrice in un film per la televisione per Der Kindermord
- TeleStar
1997 – Candidatura per la miglior attrice in un film per la televisione per Der Kindermord